# Балмазуйварош
Балмазуйварош (угор. Balmazújváros) — місто на сході Угорщини у медьє Гайду-Бігар.

## Демографія
Станом на 1 січня 2015 року чисельність населення становила 17 448 осіб.